# Universi paralleli nella fantascienza

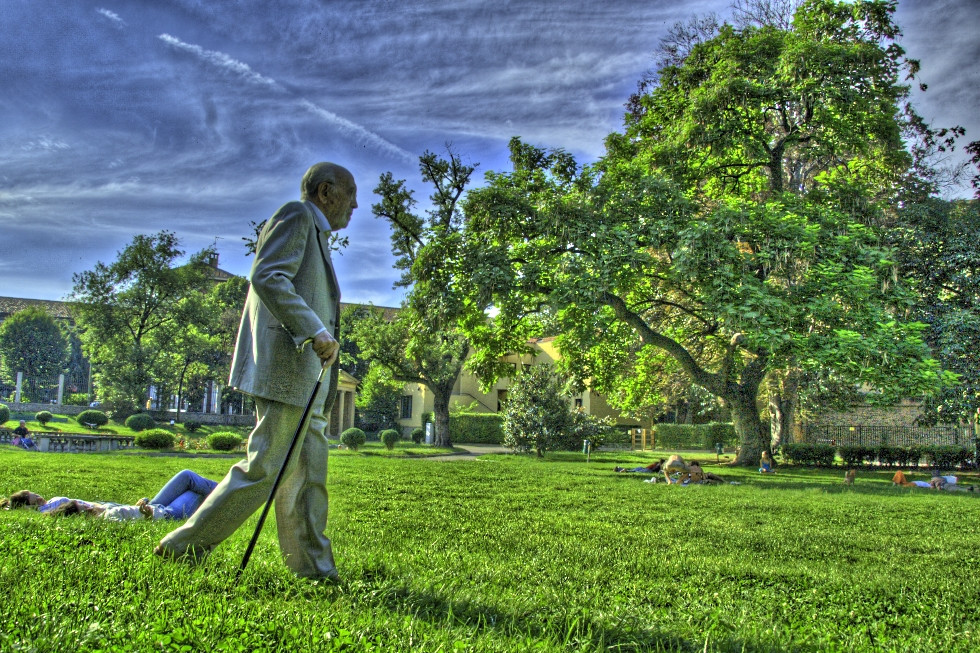
Jorge Luis Borges nel racconto Il giardino dei sentieri che si biforcano ha usato il concetto di universi paralleli prima che fosse sviluppata l'interpretazione a molti mondi della meccanica quantistica.

L'ipotesi dell'esistenza di universi o dimensioni parallele ha attirato nel corso della storia, e in particolare nel campo della fantascienza, l'attenzione di numerosi autori di narrativa, fumetti e cinema, che hanno esplorato nelle loro opere tali concetti e descritto mondi alternativi, talvolta ucronie e viaggi immaginari in realtà parallele.
Tale esplorazione immaginativa non di rado precede e anticipa quella propriamente scientifica, sviluppatasi dalla seconda metà degli anni cinquanta (Interpretazione a molti mondi di Everett). L'invenzione del concetto stesso di universi paralleli è infatti attribuita allo scrittore statunitense Murray Leinster nel 1934, divenendo un tema classico della fantascienza. Anche l'arte ha in qualche modo esplorato questo concetto, con le opere di Maurits Cornelis Escher.

## Letteratura
(Voltaire, Candido)
L'invenzione del concetto di universi paralleli è attribuita allo scrittore statunitense Murray Leinster, il quale, quattro anni prima del classico La legione del tempo (The Legion of Time) di Jack Williamson e ben prima delle teorie di Everett sull'Interpretazione a molti mondi, pubblicò il racconto Bivi nel tempo (Sidewise in Time) nel 1934 sulla rivista Astounding Stories. L'espediente narrativo influenzò nel lungo periodo molti autori fino a diventare un classico soggetto fantascientifico.
Uno dei filoni che più si avvale di tale ambientazione è il genere ucronico, che ha in autori come Philip K. Dick, Poul Anderson e Harry Turtledove tre fra i maggiori rappresentanti. Pur non appartenendo al genere dell'ucronia, va citato anche il romanzo dello scrittore statunitense Michael Crichton Timeline in cui una particolare applicazione delle teorie di Everett consente ai protagonisti il viaggio tra universi paralleli.
Nell'ambito del fantasy, il termine multiverso è stato usato meno che nella fantascienza, ma è comunque presente, ad esempio nel ciclo del Campione Eterno di Michael Moorcock.
Le vicende raccontate nella trilogia fantasy Queste oscure materie di Philip Pullman hanno luogo fra i molti mondi di un multiverso vessato dal dominio di un falso Dio. Un altro esempio si trova nella serie de La Biblioteca Invisibile di Genevieve Cogman.
Nella serie de Le cronache di Narnia, in particolare nel romanzo Il nipote del mago, viene fornita un'interpretazione del multiverso, rappresentato come una foresta con il terreno pieno di pozzanghere; saltando in una pozzanghera si accede ad un universo, in questo modo i protagonisti arrivano a Narnia ed assistono alla sua stessa creazione, uno dei tanti universi paralleli. Negli episodi successivi, i vari protagonisti arriveranno a Narnia con modalità diverse e variegate.
La serie de Le cronache di Chrestomanci, di Diana Wynne Jones, è ambientata in un multiverso in cui i vari universi sono raggruppati in 12 tipologie universi in ciascuna delle quali esiste una versione più o meno simile della stessa persona. La serie è incentrata sulla figura del Chrestomanci, il più potente incantatore di tutto il multiverso, l'unico individuo di cui esiste una sola versione e che può morire 12 volte, tante quante sono le versioni di lui che non esistono.
Anche la trilogia de Il castello errante di Howl dalla stessa autrice accenna agli universi paralleli, il mago Howl infatti proviene da un universo molto simile al nostro diverso da quello principale in cui si svolge la narrazione.
Il romanzo Il ragazzo dei mondi infiniti è ambientato nell'Altriverso, un multiuniverso descritto come un "Arco" ai cui estremi opposti vi sono il mondo degli ESA governato dalla magia e il mondo Binario controllato dalla scienza, le due potenze che contendono il dominio dell'Altriverso. Il protagonista è uno dei Camminatori, coloro che possono passare da un universo all'altro; tutti i camminatori sono versioni differenti della stessa entità.
La trilogia Multiversum parla di un amore tra due giovani appartenenti ad universi differenti che possono parlare telepaticamente tra loro.
Di seguito sono elencati alcuni dei romanzi e racconti notevoli che trattano il tema del passaggio interdimensionale (nota: per le ucronìe - cioè i romanzi di storia alternativa - vedi invece la voce Ucronia).
- Ne Il Canto di Natale di Charles Dickens, (A Christmas Carol, 1843) Ebenezer Scrooge, avido protagonista del romanzo, riceve la visita di tre spettri, l'ultimo dei quali gli prospetta due alternative realtà.
- Le avventure di Alice nel Paese delle Meraviglie (Alice's Adventures in Wonderland, 1865) di Lewis Carroll: sognando, Alice viaggia in una dimensione parallela.
- Attraverso lo specchio e quel che Alice vi trovò (Through the Looking-Glass, and What Alice Found There, 1871) di Lewis Carroll: Alice attraversa uno specchio e si ritrova nuovamente in una dimensione parallela.
- Il sogno di un uomo ridicolo (Сон смешного человека, Son smešnogo čeloveka, 1877) di Fëdor Dostoevskij; un uomo attraversa, in sogno, un lungo tratto dello spazio cosmico, finché giunge su un pianeta che è una "ripetizione nell'universo" del nostro sistema solare comprendente la Terra, la quale è tratteggiata come un mondo in parte alternativo e parallelo. Questo lungo racconto, con sfondo utopico, ha impronta e scopo spiccatamente psicologico-filosofici con critica socio-morale.
- I vari romanzi di fine Ottocento - primi del Novecento di Charles Howard Hinton, in particolare sulla quarta dimensione.
- Flatlandia. Racconto fantastico a più dimensioni (Flatland: A Romance of Many Dimensions, 1884) di Edwin Abbott Abbott
- La visita meravigliosa (The Wonderful Visit, 1894) di H. G. Wells è un breve racconto in cui s'inventa l'accidentale caduta sulla Terra, nei territori rurali inglesi, d'un angelo proveniente dal Paradiso, luogo che nella narrazione viene descritto quale realtà di una dimensione coesistente in parallelo col nostro mondo.
- In Lilith (1895) di George McDonald (amico di Lewis Carroll) un racconto nel quale il protagonista, manipolando la luce riflessa da uno specchio, apre una finestra su altre realtà poste in una quarta dimensione spaziale.
- Voyage au pays de la quatrième dimension (1912) di Gaston de Pawlowski.
- I sogni nella casa stregata (The Dreams in the Witch House, 1933) di Howard Phillips Lovecraft suppone l'esistenza di una quarta dimensione, legata in qualche misterioso modo ai nostri sogni.
- Il costruttore di stelle (Star Maker, 1937) di Olaf Stapledon; qui il protagonista all'inizio del racconto è proiettato, in un modo che pare misterioso, in un immaginifico giro verso i confini dello spazio e della realtà, fra innumerevoli luoghi sparsi nell'universo e popolati da entità con culture e intelletti estremamente variegati; fino ad arrivare al piano quasi metafisico di un artefice del cosmo denominato appunto "Costruttore di stelle". Riferimento ad un mondo parallelo è la visita, con cui inizia l'avventura, al pianeta chiamato "L'altra Terra" e che quindi sembra quasi speculare e alternativo al consueto orizzonte terreno. Nel testo la visione complessiva del cosmo somiglia (pur se non è esplicitato) a una rappresentazione pluridimensionale. Il senso della narrazione rivela un obiettivo soprattutto filosofico e morale, che per intento ricorda qualche celebre pagina "fantascientifica" o utopica di Voltaire e un racconto (citato in questa lista) di Dostoevskij. J.L. Borges scrisse la prefazione dell'edizione argentina del libro.
- La casa nuova (..And He Built a Crooked House, 1940) di Robert A. Heinlein: racconto fantascientifico, sintetico e divulgativo, che narra l'edificazione d'una casa in cui entrano in gioco i fattori d'una quarta dimensione geometrica contigua allo spazio terreno (esso è anche citato, non brevemente, dal matematico Rudy Rucker nel suo testo euristico dedicato ai risvolti fisico-geometrici La quarta dimensione).
- Assurdo universo (What Mad Universe, 1949) di Fredric Brown, in cui il protagonista, a seguito di un incidente, viene sbalzato in un universo parallelo; in questo caso è presente anche una dimensione finalistica, in quanto l'universo in cui si può saltare è determinato dai pensieri della persona nel momento del passaggio dimensionale.
- Le cronache di Narnia (The Chronicles of Narnia, 1950-1956) di C. S. Lewis.
- La fine dell'eternità (The End of Eternity, 1955) di Isaac Asimov dov'è descritta un'organizzazione sovranazionale e sovratemporale, che situa la sua sede in una sorta di dimensione chiamata "Eternità" separata dal "tempo normale" (com'è definito), operante sulla Terra e i cui membri si spostano mediante "cronoscafi", a volte mettendo in collegamento le varie epoche terrene: in questo caso si tratta di volontari viaggi temporali entro periodi diversi del mondo, del quale i protagonisti riescono a modificare l'unica complessiva linea storica.
- I segreti del paratempo (Paratime, 1981) di H. Beam Piper. Raccolta di racconti su una polizia temporale.
- La svastica sul sole (The Man in the High Castle, 1962) di Philip K. Dick i protagonisti si trovano in un'ucronia in cui le potenze dell'Asse hanno vinto la seconda guerra mondiale e grazie ai loro progressi nella fisica quantistica, riescono a viaggiare in dimensioni alternative progettando di conquistarle.
- Le tre stimmate di Palmer Eldritch (The Three Stigmata of Palmer Eldritch, 1965) di Philip K. Dick; in questa narrazione le esperienze in dimensioni parallele sono il prodotto nel cervello di sostanze allucinogene, come quella, (qui principale) chiamata appunto Can-D: "...l'allucinogeno perfetto che permette alla mente di evadere dal grigiore dell'esperienza quotidiana, di vivere straordinarie esperienze in mondi più sereni e allettanti..."[1] Quindi la narrazione implica la non distinguibilità fra sensazioni empiriche relazionate ad un mondo esterno oggettivo ed esperienze, simulate, nella percezione interiore alla mente soggettiva, di natura esclusivamente illusoria; almeno se appositamente stimolate. Lo stesso Autore in un'intervista[2] riferendosi a questo, che è fra i suoi più importanti libri fantascientifici, ammise di far uso della droga (LSD); va considerato che all'epoca, preludio dell'ondata ribellistica e innovativa del 1968 statunitense, ancora mancava la diffusa colpevolizzazione morale (e in parte anche giuridica) per tali pratiche psichedeliche. E di ciò il romanzo è anche un'espressione storico-culturale.
- Lunedì inizia sabato (Понедельник начинается в суббот, Ponedel'nik načinaetsja v subbotu, 1964-1965) dei fratelli Strugatskij: il protagonista si trova a partecipare a una conferenza sulle macchine per il viaggio in dimensioni spazio-temporali create artificialmente e si offre volontario per una dimostrazione pratica. Sono previste tre destinazioni: passato, presente e futuro. A bordo di un veicolo somigliante a un attrezzo ginnico per persone sofferenti di obesità si trova quindi catapultato nella dimensione del futuro "descritto", creata dall'immaginazione umana lungo tutto l'arco della sua storia. Quello che lo circonda è tanto reale e tangibile quanto dettagliate sono le descrizioni elaborate dagli autori nelle loro rispettive opere.
- Lord Kalvan d'Altroquando (Lord Kalvan of Otherwhen, 1965) di H. Beam Piper: un poliziotto della Pennsylvania viene trasportato in una dimensione alternativa neo medievale e diviene prima condottiero, poi Grande Re.
- Il primo ottobre è troppo tardi (October the First Is Too Late, 1966) scritto da Fred Hoyle: uno scienziato e un musicista si trovano improvvisamente in una Terra in cui vengono a coesistere epoche differenti della stessa. In una sua pagina v'è il netto riferimento alla teoria everettiana, laddove lo scienziato espone un esperimento mentale analogo a quello del gatto di Schrödinger ma proiettato nello scenario più vasto dell'intero mondo umano, il quale dopo un eventuale decadimento nucleare collegato all'innesco di un'enorme bomba si scinde in due realtà: una non percepita da nessuno poiché l'umanità vi è annientata e l'altra che continua ad esistere con la popolazione ignara di tale evento esplosivo.
- Memorie di un viaggiatore spaziale (Dzienniki gwiazdowe, 1971) di Stanisław Lem è una raccolta di racconti ambientati nel futuro, in cui si narrano le memorie riportate dal viaggiatore spaziale Ijon Tichy. E nel suo "Viaggio settimo" il protagonista, cosmonauta esploratore spaziale, racconta che a causa d'un vortice gravitazionale, per effetti relativistici gli capitò di ritrovarsi moltiplicato in innumeri copie di sé stesso appartenenti a momenti, giorni, periodi differenti compresi quelli del suo futuro, ma nel corso della vicenda spesso presenti tutte insieme come in dimensioni temporali parallele e interagenti: "...Il peggio però fu che le dimensioni temporali degli spostamenti aumentavano sempre più... non ricordo più effettivamente se io fossi ancora quello della domenica o forse già quello del lunedì...".
- Neanche gli dei (The Gods Themselves, 1972) di Isaac Asimov, racconta di una corrispondenza tra diversi universi, tramite uno scambio di materia.
- I vari romanzi ambientati nei Forgotten Realms (anni 1980-anni 2000), di vari autori: le vicende si svolgono in diverse dimensioni parallele di differente natura dette "Piani di esistenza".
- Il talismano (The Talisman, 1983) di Stephen King e Peter Straub, descrive "I Territori", un mondo parallelo a quello consueto ma governato dalle oscure leggi della magia.
- Ciclo di Avalon (Avalon Series, 1983-2000) di Mariom Zimmer Bradley: Avalon è un'isola leggendaria della Gran Bretagna che è stata separata dalla sua versione in questo mondo attraverso le sacre nebbie.
- Contact (1985) di Carl Sagan; romanzo in cui la divulgazione astrofisica, compresa la discussione sui risvolti sociali e psicologici dei temi scientifico-filosofici di frontiera, è una ragione della sua compilazione. L'apparizione in esso d'una dimensione spaziale ulteriore è rappresentata dal viaggio astronautico, realizzato con informazioni trasmesse da extraterrestri, in altri e lontani sistemi stellari attraverso un "tunnel spazio-temporale" che permette ai protagonisti, partendo dalla Terra, d'accorciare drasticamente il tragitto galattico. L'autore s'è avvalso anche d'una consulenza relativistica chiesta a Kip Thorne. Il romanzo è poi stato trasposto con successo in un film omonimo.
- Eon (1985) di Greg Bear: una galleria infinita si apre su molteplici universi.
- Ciclo di Landover (1986-2009) di Terry Brooks: Landover è un mondo parallelo a cavallo tra molti mondi e separato da essi attraverso le nebbie fatate.
- Isolia splendens di Tommaso Landolfi, racconto a quattordici dimensioni contenuto ne Il gioco della torre (1987), in cui un allievo della quattordicesima dimensione deve prendere un esemplare di Isolia splendens dalla terza dimensione, e sotto la guida del suo maestro attraversa le dimensioni intermedie.
- La scacchiera del tempo (Napoleon Disentimed, 1990) di Hayford Pierce, brillante variazione sul tema degli universi paralleli, descrive un mondo in cui la Francia napoleonica ha sconfitto la Gran Bretagna, con quel che ne consegue. Appartiene pertanto anche al genere dell'ucronia.
- Queste oscure materie (His Dark Materials, 1996-2000), ciclo di romanzi di Philip Pullman: i personaggi viaggiano attraverso mondi paralleli grazie a un coltello (la Lama Sottile) che apre finestre tra i mondi.
- Cosm (1998) di Gregory Benford; racconta la formazione imprevista di un nuovo mini universo, all'interno d'un laboratorio, a causa di collisioni fra ioni nucleari e dell'indagine seguente all'evento; tutto in uno sfondo letterario anche divulgativo sulle recenti riflessioni riguardanti la ricerca fisica elementare e cosmologica e sue conseguenze.
- Timeline, 1999) di Michael Crichton.
- I vari romanzi ambientati nell'universo di Warcraft (anni 2000) di vari autori, ma principalmente di Richard A. Knaak.
- La torre nera (The Dark Tower, 2004) di Stephen King: il protagonista, Roland, viaggia attraverso molti mondi paralleli alla ricerca della "Torre Nera".
- La città infernale (The Infernal City, 2009) e il seguito Il signore delle anime (2011), di Gregory Keyes, romanzi ambientati nell'universo videoludico di The Elder Scrolls, narrano di una città volante (Umbriel) che arriva da una dimensione del piano di esistenza di Oblivion. Il protagonista arriverà a viaggiare attraverso varie dimensioni di questo piano di esistenza seguendo un percorso prestabilito che permette di accorciare enormemente le distanze.

## Film

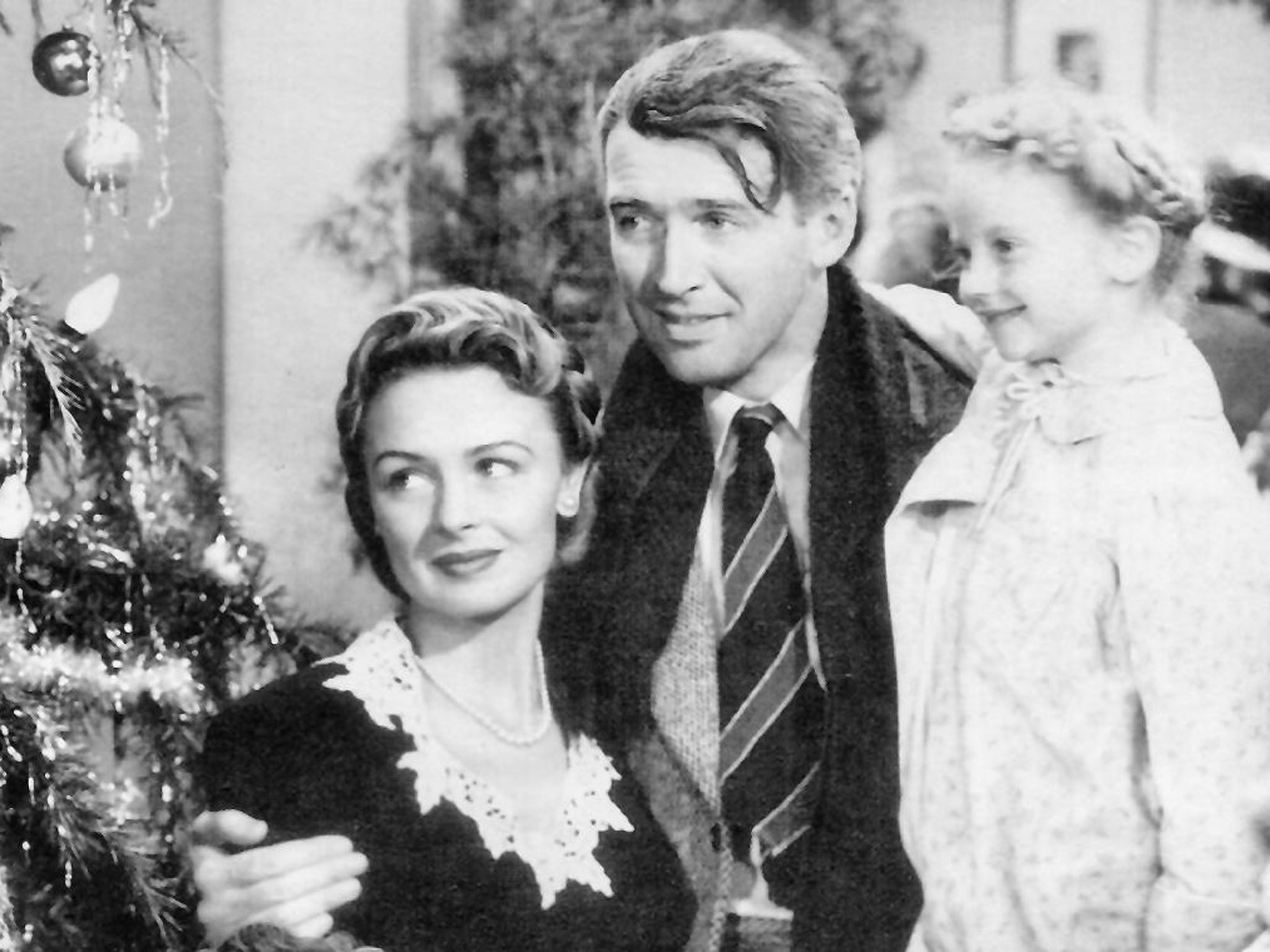
Nel film di Frank Capra La vita è meravigliosa (It's A Wonderful Life, 1946), a George Bailey (al centro, interpretato da James Stewart) è mostrato dal suo angelo custode come il mondo sarebbe stato radicalmente diverso in peggio se Bailey non fosse mai esistito.

The One (2001) tratta di universi paralleli dove vivono senza interferenze i 'doppi' di ogni individuo. Un giorno, un agente assegnato al monitoraggio di questi universi paralleli, comincia ad uccidere i 'doppi' di sé stesso presenti nelle altre realtà. In questo modo accumula in sé tanta energia da poter affrontare l'unico uomo che gli impedisce di diventare l'unico, "The One".
Sempre nel 2001 il film Donnie Darko tratta il tema degli universi paralleli e del multiverso.
Nel 2003 il concetto di Multiverso (o oltreverso, nel film) viene utilizzato, anche se solo come pretesto narrativo, nel film The Chronicles of Riddick.
Nel 2007 il film The Mist, tratto da un racconto La nebbia di Stephen King contenuto nella raccolta Scheletri, tratta dell'invasione di creature mostruose provenienti da una dimensione parallela aperta da un esperimento militare segreto.
Nel 2009 il film Star Trek, memore anche di riferimenti a dimensioni parallele uguali e contrarie presenti in alcuni episodi del serial televisivo, elabora una variante anche metacinematografica del concetto di Multiverso: la diversa direzione nel corso degli eventi, storici ma anche strettamente individuali, provocati dal confronto con personaggi (anche gli stessi, in età differenti) transitati, dal futuro rispetto alla cronologia del film, attraverso un cunicolo spazio-temporale, giustificherebbe infatti anche l'estetica aggiornata del film che di fatto è un antefatto (ma anche, quindi, un reboot) della serie originale Star Trek.
Nel 2011 il film Source Code affronta l'argomento con maggiore presunzione scientifica, rifacendosi ad assunti già esposti implicitamente da altre opere non puramente fantascientifiche ("Sliding Doors", 1998) o fantasy ("Pleasantville", 1998), come quello del Multiverso, o universi paralleli, quale espressione concreta delle infinite possibilità di scelta che il libero arbitrio consente agli esseri senzienti.
Altri film che si sono occupati delle dimensioni parallele sono:
- Le avventure di Peter Pan di Walt Disney (1953). Un viaggio nell'Isola che non c'è.
- Tre passi nel delirio (1958), nell'episodio "William Wilson" si assiste alla comparsa di un Doppelgänger, ovvero la copia del protagonista. Mentre il protagonista è sadico e brutale, la sua copia è l'esatto opposto ed interviene ogni volta che il protagonista s'accinge a compiere un misfatto. Alla fine i due sosia si affrontano in un duello che vedrà il reciproco annientamento.
- From Beyond - Terrore dall'ignoto di Stuart Gordon (1986): ispirato ad un racconto dello scrittore H. P. Lovecraft; uno scienziato e il suo assistente inventano una macchinario che consente di affacciarsi pericolosamente in un'altra dimensione.
- Ritorno al futuro - Parte II di Robert Zemeckis (1989): un'altra notevole descrizione di un universo parallelo è mostrata nella seconda parte della trilogia, in cui si vedono un presente e un futuro alternativi, creati accidentalmente.
- Nightmare Before Christmas di Henry Selick (1993): Jack attraverso una foresta incantata riesce a raggiungere diversi universi paralleli dedicati esclusivamente alle festività.
- Strade perdute di David Lynch (1996): i protagonisti del film entrano in contatto con realtà parallele simultanee trovandosi di fronte eventi inspiegabili e misteriosi.
- Sliding Doors  di Peter Howitt (1998): la protagonista, a sua insaputa, vive in una realtà alternativa sdoppiata, tale che una delle due potrebbe costituire la conseguenza dell'altra.
- Donnie Darko di Richard Kelly (2001): un fatto inspiegabile catapulta il protagonista in una dimensione parallela, probabilmente attraverso un cunicolo spazio-temporale.
- Waking Life (2001) di Richard Linklater: suggestiva animazione nel quale la vita del protagonista si svolge in dimensioni parallele dove le percezioni si confondono e si esplorano i confini delicati tra stato di sogno e di veglia.
- The One (2001) di James Wong: nel futuro vengono create macchine capaci di viaggiare da una dimensione parallela all'altra (multiverso).
- Indiana Jones e il regno del teschio di cristallo (2008) di Steven Spielberg: gli scheletri di cristallo si rivelano appartenere ad esseri infradimensionali.
- Star Trek di J. J. Abrams (2009). Il viaggio indietro nel tempo accidentale del romulano Nero dal 2387 al 2233 attraverso un buco nero genera una realtà alternativa a quella della serie classica.
- Nel Marvel Cinematic Universe il concetto di multiverso viene introdotto per la prima volta con il film Doctor Strange (2016). Viene recuperato col film Ant-Man and the Wasp (2018) durante il viaggio nel regno quantico (considerato come un universo microscopico). Il multiverso viene indirettamente menzionato in Avengers: Endgame, con i viaggi nel tempo  e in molti progetti della Fase 4 dell'MCU. In particolare nella serie televisiva Loki (e precisamente nell'episodio finale), verrà mostrata la "Sacra Linea Temporale" e questa verrà liberata dalla variante femminile di Loki, quando ucciderà la variante di Kang presente nella Cittadella alla fine del Tempo, frammentandosi e dando origine al Multiverso. Le conseguenze del Multiverso sono affrontate anche nel terzo capitolo dell'Uomo Ragno Spider-Man: No Way Home, nel sequel di Doctor Strange, Doctor Strange nel Multiverso della Follia e nel terzo capitolo dedicato ad Ant-Man, Ant-Man and the Wasp: Quantumania, dove il cattivo del film è proprio Kang Il Conquistatore.
- Nel DC Extended Universe, il concetto di multiverso verrà introdotto nel film The Flash, dove Barry Allen, durante le sue avventure, si allea con il Batman di Ben Affleck, e col Batman di Michael Keaton. Alla fine del film si può vedere anche il Bruce Wayne di George Clooney

## Serie televisive
Dimensione Alfa è una serie televisiva andata in onda in Italia nel 1987. La famiglia Starling viene catapultata attraverso una piramide in Egitto in altra dimensione. Braccati dai pattuglianti dovranno passare da città a villaggio per ritornare nel loro mondo.
I viaggiatori è una serie televisiva statunitense (trasmessa per cinque stagioni tra il 1995 e il 2000) che segue un gruppo di viaggiatori che utilizzano un wormhole per "scivolare" tra diversi universi paralleli.
Nel 2008 la serie televisiva Fringe affronta l'argomento del multiverso, mettendo in risalto come il passaggio da un mondo all'altro, alteri il tessuto stesso dell'universo producendo effetti disastrosi nei mondi paralleli. Viene inoltre richiamata la teoria delle stringhe e si cerca di far vibrare due universi su una stessa frequenza per portare alla loro fusione e per dare origine a un nuovo universo. Lo scienziato Walter Bishop, in più punti della serie TV, spiega dettagliatamente il concetto di multiverso e di correlazione quantistica.
La serie televisiva Doctor Who affronta la tematica di universi paralleli, in particolare nella seconda stagione della serie nuova del 2005. Secondo la concezione della serie, tra i vari universi vi è il Vuoto, lo spazio morto, altrimenti chiamato Inferno. Inoltre le comunicazioni tra un universo e l'altro sono quasi del tutto impossibili se non in vari punti in cui il tessuto di un universo è rovinato. Oltre a questo viene anche introdotto anche uno spazio fuori dall'universo, una sorta di discarica, che viene erroneamente descritto come una bolla piccola attaccata ad una bolla più grande ma non viene data una corretto modello di interpretazione.
La serie televisiva C'era una volta colloca i personaggi delle favole in un universo chiamato "Foresta Incantata" e li trasporta, a seguito di una maledizione, nel nostro mondo; successivamente verranno introdotti anche altri "Reami" in pratica universi paralleli, come quelli del Paese delle Meraviglie, l'Isola che non c'è, Oz, collocando apertamente per la prima volta, tutti gli universi favolistici, letterari e cinematografici in un multiverso di realtà alternative. Simile concezione è accennata dalla strega cattiva dell'ovest nella miniserie Le streghe di Oz nel quale asserisce che una volta conquistato il nostro mondo vorrebbe sottomettere l'Isola che non c'è, il Paese delle Meraviglie, la Terra di Mezzo e Narnia. Anche lo spin-off Once Upon A Time In Wondeland, che tratterà la storia di Alice nel Paese delle Meraviglie, avrà a che fare con universi paralleli.
La serie TV Supernatural in più episodi parla di universi paralleli. In particolare nell'episodio 15 della stagione 6, Attori per forza, i due protagonisti Dean e Sam Winchester si ritrovano in un universo parallelo in cui essi sono due attori Jensen Ackles e Jared Padalecki (i nomi reali degli attori) e rispettivamente interpretano Dean e Sam Winchester, le star di una serie televisiva, Supernatural. In seguito incontreranno anche attori con le sembianze dei loro conoscenti nel mondo da cui provengono e ritroveranno i luoghi in cui vivevano riprodotti come set per la serie televisiva.
Altre serie televisive incentrate sulle realtà parallele sono:
- Buffy l'ammazzavampiri: in alcune puntate si fa riferimento a un universo parallelo creato dal desiderio di Cordelia Chase espresso in questa frase «Vorrei che Buffy Summers non fosse mai venuta a sunnydale!» grazie all'ex-demone della vendetta Anya Jenkins.
- I viaggiatori: i protagonisti viaggiano attraverso dei wormhole tra universi differenti.
- Star Trek: in alcuni episodi della serie classica, di Star Trek: Deep Space Nine e di Enterprise, i protagonisti si ritrovano in un universo parallelo distopico, il cosiddetto universo dello specchio, in cui non esiste la Federazione dei pianeti uniti, incontrando i propri alter ego malvagi. Il primo di tali episodi, Specchio, specchio, a causa di una tempesta magnetica mentre una parte dell'equipaggio dell'astronave subiva la smaterializzazione e il teletrasporto, in contemporanea con quanto avveniva per la loro controparte malvagia nell'universo parallelo, si assiste allo scambio tra sosia nei due universi. Sempre nella serie classica, nell'episodio Domani è ieri e nell'episodio Uccidere per amore, si assiste a un involontario salto nel passato dei protagonisti che devono rimediare ad alcuni inconvenienti occorsi prima di ritornare al loro tempo pena un grave mutamento del futuro, che diverrebbe una sorta di futuro parallelo e alternativo a quello di provenienza, con l'inevitabile compromissione della realtà della loro epoca. Nell'episodio Lo spettro di una pistola si assiste a una variazione sul tema dell'avvenimento della Sparatoria all'O.K. Corral del 26 ottobre 1881, che avvenne a Tombstone in Arizona. Nell'episodio La ragnatela tholiana si verifica una sovrapposizione spaziotemporale. Infine, nell'episodio Nell'arena coi gladiatori si assiste alla mancata caduta dell'Impero Romano che si evolve fino a tutto il secolo XX. Nell'episodio L'alternativa si ha per la prima volta[senza fonte] la descrizione di due universi paralleli identici i tutto e coesistenti, uno costituito da materia e l'altro di antimateria.
- Ai confini della realtà: nell'episodio Immagine allo specchio la protagonista prima si accorge che le persone che gli stanno intorno le raccontano di comportamenti che ella non ha compiuto, poi vede la propria sosia della dimensione parallela e si rammenta della teoria dei mondi paralleli. Anche uno scettico spettatore, una volta rimasto solo nella stazione dell'autobus, vive un episodio analogo.
- Spazio 1999: nell'episodio Un altro tempo, un altro luogo si assiste a una convergenza momentanea di due realtà alternative, dove i protagonisti incontrano i propri sosia, alcuni vivi, altri morti.
- Stargate SG-1: in alcuni episodi della serie i membri dell'SG-1 vengono catapultati in universi paralleli tramite uno specchio chiamato “specchio quantico”.
- Oltre i limiti, alcuni episodi della serie. L'accesso a queste dimensioni varia da episodio a episodio.
- Spellbinder è una serie divisa in due stagioni, dove vengono scoperti mondi paralleli.
- Fringe, serie TV statunitense nella quale esiste un mondo parallelo che, in apparenza, è in conflitto con quello conosciuto; vi si può accedere attraverso alcuni portali che possono essere aperti con un particolare macchinario; nell'episodio conclusivo della prima stagione la protagonista viene condotta in questo mondo parallelo e la scena si conclude con lei che guarda New York dall'alto delle Torri Gemelle intatte.
- Primeval e Primeval: New World sono ambientate in due universi paralleli. In Primeval esistono diverse linee temporali alternative.
- FlashForward, serie TV statunitense in cui il dottor Lloyd Simcoe spiega alla dottoressa Olivia Benford che secondo la teoria delle dimensioni parallele di Everett, due loro alter ego probabilmente si saranno incontrati al momento giusto per stare insieme.
- The O.C.: nella quarta stagione, episodio Realtà parallela, Ryan e Taylor cadendo da una scala finiranno in coma e si ritroveranno catapultati in una realtà parallela dove nessuno li conosce; per tornare indietro dovranno rimettere in ordine la situazione in questa realtà dove tutto è confuso.
- Incorreggibili: nell'episodio in cui Ivo e Paul, in seguito Valentina, Benji, Luna e Alessio e infine anche Miranda arrivano in un'altra dimensione e tornando indietro non ricorderanno niente, grazie alla magia di Eusebio, inoltre troveranno i discendenti di Felipe de la Fuente.
- X-Files, episodio Triangolo (Triangle, sesta stagione): Mulder, disperso nel Triangolo delle Bermude, finisce in una dimensione parallela del passato; episodio 4-D (nona stagione): John Doggett entra accidentalmente in una dimensione parallela seguendo il suo aggressore in grado di viaggiarvi; episodio Audrey Pauley (nona stagione): Monica finisce in coma in seguito ad un incidente stradale; accede così in una sorta di mondo parallelo, un limbo tra la vita e la morte.
- Streghe: negli episodi Viaggio nel futuro e Cento volte streghe vengono mostrate delle realtà alternative, mentre nella sesta stagione viene scoperta l'esistenza di un universo parallelo in cui bene e male sono invertiti.
- The Flash: tutta la seconda stagione è incentrata su una Terra parallela (“Terra 2”).
- L'uomo nell'alto castello, tratto dal romanzo La svastica sul sole di Philip K. Dick.
- Stranger Things: in tutte e quattro le stagioni è presente un universo parallelo chiamato “Sotto Sopra” (The Upside Down). Nella prima stagione ci dimora il Demogorgone, un mostro capace di uscirne fuori, attraverso un portale, per divorare gli esseri umani. La dimensione del Sotto Sopra è cupa, nebbiosa e imbrattata di alghe e sporcizia.
- The King: Eternal Monarch è una produzione originale Netflix ambientata nella Repubblica di Corea, così come la conosciamo, e parallelamente in un'altra Corea, leggermente diversa, dove la Corea non è una repubblica bensì una monarchia guidata da un re giovane, coraggioso e saggio, Lee Gon. Il passaggio tra i due mondi è permesso grazie al Manpasikjeok, un misterioso flauto posseduto dalla famiglia reale che ha il potere di farne viaggiare i membri nel tempo e nello spazio. Il flauto viene spezzato in due durante un tragico attentato, una metà resta in possesso del giovane Lee Gon mentre l'altra viene sottratta dal perfido Lee Lim. Quest'ultimo abusa del potere concessogli dalla metà del flauto in suo possesso e conseguentemente viene alterato l'equilibrio tra i due mondi. Re Lee Gon grazie all'aiuto di Tae-eul, una giovane e coraggiosa detective del mondo parallelo cercherà di fermare l'ambizioso zio Lee Lim e recuperare l'altra metà del flauto. Quando il Manpasikjeok torna per intero nelle mani di Lee Gon, il re diviene un vero e proprio Signore del Tempo in grado di visitare migliaia di universi, in qualsiasi epoca.
- Loki.
- La miniserie Constellation è incentrata sul fenomeno dell'entanglement quantistico secondo la teoria dell'interpretazione a molti mondi.

## Fumetto e animazione
Il concetto di multiverso è abbondantemente utilizzato nei fumetti di supereroi, in particolare da quelli della DC Comics ma anche da quelli della Marvel Comics. Le terre parallele dell'Universo DC (sebbene ridotte nel corso del tempo, per esempio dalla celebre saga Crisi sulle Terre infinite) sono un esempio tipico dello sfruttamento di questa idea nella letteratura disegnata. La Marvel, inoltre, esprime il concetto di "Omniverso", un insieme di Multiversi che includerebbe qualsiasi realtà parallela, tra cui le storie (alternative e non) della stessa Marvel, ma anche tutte le altre storie e le loro varianti create in ogni opera, che si tratti di libri, film, fumetti, videogiochi, ecc. L'Omniverso include anche la realtà e il mondo in cui noi ci troviamo: un'ulteriore citazione a questo è la fine della serie animata Spider-Man - L'Uomo Ragno in cui il protagonista omonimo conduce Stan Lee in visita in più universi, incluso uno in cui il giovane eroe è un fumetto di successo prodotto da Lee (quindi il mondo di noi, del pubblico).
Nel franchise dei Transformers abbondano le storie ambientate in una versione Shattered Glass (alla lettera: "specchio infranto") in cui, al contrario che nel canone, gli Autobot sono i guerrafondai e i Decepticon i ribelli che si oppongono a loro, gli eroi: i fan spiegano la scelta del nome dei Decepticon con l'idea che gli Autobot cattivi li chiamano dei mentitori e ingannatori che sobillano Cybertron, e quindi per ripicca i ribelli decidono di fare dell'inganno (deceive in inglese, da qua il nome) il proprio nome, essendo fieri del promulgare la verità (l'opposizione ai tiranni) che gli Autobot vogliono spacciare per menzogna. Nella quarta stagione della serie Transformers Animated era previsto un episodio intitolato Mirror, mirror (titolo e concetto omaggio a Star Trek) in cui i protagonisti incontrano un universo parallelo in cui Optimus Prime (con un disegno sul viso che ricorda una barba simile a quella vista nel personaggio corrispondente di Star Trek) era un tiranno, gli Autobot dei guerrieri feroci, Megatron il capo dei Decepticon che si opponevano loro e Starscream il suo amico e luogotenente. Il concetto è stato sviluppato più nelle fanfiction fanart.
Anche nei fumetti della Sergio Bonelli Editore, Nathan Never e Dylan Dog (vedere albi nn. 43 "Storia Di Nessuno" e 59 "Gente Che Scompare"), Dampyr (dove è un cardine importante per la costruzione di molte storie) viene utilizzata in varie storie la teoria del multiverso.
Nel 2009 in un episodio dell'ottava stagione de I Griffin Brian e Stewie fanno un "Viaggio nel multiverso", ritrovandosi in svariati universi paralleli, ad esempio in uno dove ogni persona ha due teste, una triste e una felice, oppure in un universo completamente disegnato da Walt Disney.
Uno degli elementi portanti della serie televisiva Rick and Morty (2013 - oggi) è l'esistenza di dimensioni parallele con le controparti dei protagonisti, in numero enorme.

### Serie Animate Disney
Una puntata di Buzz Lightyear da Comando Stellare (2000-2001) riprende il concetto di Mirror, Mirror di StarTrek: l'antagonista Zurg scoprire un universo simile a quello nel quale la serie è ambientata, in cui però Buzz Lightyear è un dittatore militare (con un taglio di barba), che ha devastato molti pianeti, il Comando Stellare gli si oppone e Zurg è cuoco in un ristorante. I due despoti si alleano riuscendo a catturare il Buzz Lightyear "originale" e a distruggere il Comando Stellare dell'universo originale, prima di essere fermati da Buzz e dalle versioni di Mira, Booster e XR  di entrambi gli universi. 
In Gravity Falls (2012-2014) il personaggio Ford Pines rimane intrappolato per lungo tempo in una dimensione alternativa, salvo poi essere recuperato dal fratello Stan. Inoltre il principale antagonista, Bill Cipher, proviene da una dimensione dominata dal caos e ha l'obiettivo di conquistare la realtà dei protagonisti.
In Marco e Star contro le forze del male (2015-2019), Star è una principessa proveniente dalla dimensione alternativa di Mewni.
Nella serie Anfibia (2019-2022) la protagonista Anne Boonchuy e le sue amiche Sasha e Marcy si ritrovano intrappolate in una realtà alternativa abitata principalmente da anfibi civilizzati dopo aver aperto un carillon magico rubato da un negozio dell'usato.
La protagonista di The Owl House - Aspirante strega (2020-ancora in corso), Luz Noceda, accede per sbaglio alla dimensione delle Isole Bollenti tramite una porta magica utilizzata dalla strega Eda per recuperare cianfrusaglie umane da rivendere nel mondo magico.

### Manga e anime
Nei manga Tsubasa RESERVoir CHRoNiCLE e xxxHOLiC della CLAMP, strettamente legati tra loro, e negli anime da essi derivati, si parla di realtà parallele, i protagonisti infatti si ritroveranno a viaggiare tra i variegati universi. Molti dei personaggi, anche gli stessi protagonisti, sono ripresi da altri manga ed anime della CLAMP, e vivono in contesti molto diversi da quelli delle storie di origine. Inoltre i protagonisti si ritroveranno ad incontrare diverse versioni dello stesso individuo in realtà differenti e dovranno scontrarsi con un nemico che ha previsto e manipola ogni loro mossa al fine di realizzare il suo desiderio impossibile: riportare in vita una persona morta.
Nella serie Noein (2005-2006) ha luogo una guerra tra linee temporali alternative.
Nella serie anime Amnesia, tratta dall'omonimo videogioco, la protagonista, colta da una grave amnesia, si trova a viaggiare tra varie realtà molto simili tra loro. Ella cercherà di ricostruire il suo passato fino a quando non muore coinvolta in un incidente o uccisa, passando quindi ad un'altra realtà in una routine che non sembra avere fine. Il suo arrivo coincide sempre con il primo di agosto. Ad accompagnarla nel suo viaggio sarà lo spirito Orion legato all'anima della ragazza e che solo lei può vedere e proveniente da un mondo in cui risiedono gli spiriti.
Nel manga Dragon Ball il tema del multiuniverso è proposto più volte:
- Nell'arco di Cell, nel quale Trunks viaggia a bordo di un veicolo tra il suo universo e un altro, pensando di viaggiare nel tempo e di cambiare il suo futuro, dominato da due crudeli e tirannici cyborg di nome Numero 17 e Numero 18, distruggendoli prima che vengano attivati. Grazie a un dubbio proposto da Gohan, tuttavia, Trunks capisce che in questo modo salverà solo l'universo parallelo da lui raggiunto, senza alterare minimamente il proprio.

Un altro anime e manga che tratta il tema delle molteplici linee temporali è Steins;Gate e il film/anime Steins;Gate: The Movie - Load Region of Déjà Vu.
Nel film di animazione di Fullmetal Alchemist Il conquistatore di Shamballa, il protagonista si ritrova in un mondo parallelo a Berlino nel 1923 in cui non può usare l'alchimia, che in quella dimensione (la nostra) non ha alcun potere.
Nel manga Tutor Hitman Reborn! è presente un'intera saga dedicata all'argomento.
Nell'anime Bakugan si usa molto frequentemente il concetto di dimensione parallela: ci sono Vestronia, la Dimensione del Destino, un luogo sperduto tra le dimensioni dove Dan e Lumino Dragonoid/Blitz Dragonoid incontrano Dragonoid Colossus e la luna oscura creata da Mag Mel.

### Fumetti
- Crisi sulle Terre infinite (Crisis on Infinite Earths): miniserie in 12 parti scritta da Marv Wolfman e disegnata da George Pérez che ha eliminato temporaneamente il concetto di multiverso nell'universo DC Comics.
- Crisi infinita: seguito in sei parti di Crisi sulle Terre infinite scritto da Geoff Johns dove si scopre che il multiverso DC Comics esiste ancora in un universo tasca e che ogni supereroe vuole che la propria realtà sia l'unica.
- Exiles: serie che racconta le avventure un gruppo di mutanti in viaggio tra le dimensioni parallele del Marvel Universe, incontrando versioni alternative dei personaggi della casa editrice dell'Uomo Ragno.
- Multiverse: mini serie in 12 numeri scritta da Micheal Moorcoock, che riprende i personaggi più importanti del suo ciclo del campione eterno, ambientato in un universo parallelo contenuto in una sbarra di ferro.
- Dylan Dog: negli albi n. 43 "Storia di nessuno", n. 100 "La storia di Dylan Dog" e altri ancora è contemplata la teoria degli universi paralleli
- The Authority: nel ciclo scritto da Mark Millar (numeri 13-16) il supergruppo revisionista si trova a combattere con una versione alternativa e perversa dei Vendicatori Marvel proveniente da un universo parallelo.
- L'era di Apocalisse: crossover tra fumetti dei mutanti Marvel in cui si narrano le avventure di un mondo alternativo. In una tragica girandola di viaggi nel tempo e paradossi temporali, il figlio Legione ha ucciso il padre Charles Xavier prima che questi potesse creare gli X-Men e renderli il baluardo di un mondo in cui mutanti e umani possano vivere in armonia. Il mondo è cambiato e in particolare gli Stati Uniti stanno morendo sotto il tirannico e crudele dominio del malvagio En Sabah Nur, ovvero l'High Lord meglio noto come Apocalisse. Negli States un gruppo di potenti mutanti, considerati traditori dai loro simili, si oppongono ancora al mostruoso sovrano: a guidarli, l'uomo che si fa portavoce del sogno di Xavier, Erik Magnus Lehnsherr, ovvero il signore del magnetismo: Magneto.
- La serie Pinky di Massimo Mattioli, tra i vari argomenti, ha una lunga serie di vignette basata sulle variazioni più demenziali possibili sul tema degli universi paralleli.
- PK - Paperinik New Adventures: serie fantascientifica della Walt Disney incentrata sul personaggio di Paperinik, nella quale sono comparse alcune storie legate agli universi paralleli, solitamente aventi come antagonista il cyborg noto come Razziatore, un cronopirata, e come coprotagonista l'affascinante androide Lyla Lay, un'agente della Tempolizia.
- Gea: nella serie a fumetti di Luca Enoch edita dalla Sergio Bonelli Editore dal 1999 al 2007, la protagonista deve contrastare l'invasione della Razza Nemica, una multiforme genia di mostri che proviene da universi paralleli e che penetra nel nostro attraverso varchi dimensionali.
- Nathan Never: in alcuni episodi il protagonista incontra l'uomo quantico, frutto di un esperimento malriuscito di mettere in comunicazione due o più universi, capace di muoversi a piacimento nel Multiverso. In uno speciale l'Agenzia Alfa viene mandata in una missione che attraversa numerosi universi paralleli guidati dall'uomo quantico. La teoria del Multiverso è ripresa e sviluppata per tutta la serie, arrivando in climax dopo la fine della guerra Terra/Stazioni orbitanti.
- Universi Pa(pe)ralleli: mini serie della Walt Disney in 4 episodi (pubblicati su Topolino nn. 2717-2720) scritta da Fausto Vitaliano e disegnata da Silvio Camboni che narra le vicende di Paperino, Paperoga, Zio Paperone e Paperina rimasti imprigionati in un ipercubo multidimensionale passante tra un universo e l'altro. Durante questa avventura il quartetto incontrerà diversi loro cloni residenti in diverse Paperopoli alternative.
- In Naruto il tema di dimensione parallela viene esplicitato molte volte: ad esempio lo sharingan ipnotico di Kakashi è in grado di catapultare persone o cose in una dimensione parallela, il luogo dove Orochimaru compie il rituale per impossessarsi di un corpo altrui è una dimensione parallela, e chiunque viene colpito dalla spada "totsuka" del susanoo, una tecnica di Itachi Uchiha, viene intrappolato in un'altra dimensione.
- Dragon Ball: i viaggi nel tempo di Trunks che proviene dal futuro e Cell danno origine a diverse dimensioni parallele in cui molte cose vanno diversamente a causa di reazioni a catena generate dai viaggi stessi. Il futuro da cui proviene Trunks si mantiene invariato ma i suoi viaggi creano altri mondi paralleli e uno di essi è quello in cui si svolgono gran parte delle vicende a noi narrate da quel punto in poi, compresa l'intera serie successiva di Majin Bu. In un film anche il demone Garlick viene intrappolato in una dimensione parallela da Gohan.
- One Piece: Blueno del CP9 ha mangiato un frutto del Diavolo che gli permette di creare porte su qualsiasi superficie, compresa l'aria. Quando crea una porta in aria e la oltrepassa finisce in un mondo parallelo dal quale può tornare indietro creandone un'altra in un qualsiasi punto del mondo reale (cosa che fa sul Puffing Tom per passare da un vagone ad un altro e durante lo scontro con Rufy).
- Tsubasa RESERVoir CHRoNiCLE: La storia è costruita sui viaggi dei protagonisti in altre dimensioni per recuperare le piume della memoria della principessa Sakura.
- Lilith: la protagonista di questa serie, pubblicata da Sergio Bonelli Editore, è una cronoagente che si muove su e giù per lo spaziotempo per individuare ed eliminare gli inconsapevoli portatori del Triacanto, un parassita alieno che causerà lo sterminio della razza umana. Le azioni che Lilith compie durante le sue missioni modificano il corso della Storia creando una vera e propria realtà alternativa.
- Dean Koontz's Nevermore: miniserie di 6 numeri pubblicata dalla Dynamite Entertainment nel 2011. Il protagonista è un brillante scienziato che riesce a escogitare un mezzo per viaggiare in dimensioni parallele. Il suo scopo è di ritrovare la donna da lui amata. Nella dimensione dalla quale lui proviene questa è morta di tumore al cervello.

## Videogiochi
Il videogioco che ha portato maggiormente alla ribalta la teoria del multiverso (costituendone il corpo narrativo del gioco) è stato Myst, sviluppato e pubblicato dai fratelli Rand e Robyn Miller nel 1993, dove il giocatore aveva la possibilità di esplorare e risolvere enigmi in altri mondi raggiungibili attraverso dei libri speciali detti "libri di collegamento". Vendette 1,5 milioni di copie solo negli Stati Uniti e fu seguito da altri quattro titoli. Nel 2013 il videogioco BioShock Infinite esplora le possibilità di universi paralleli, originati dalle diverse scelte dei personaggi. I due protagonisti passano da un mondo all'altro attraverso degli squarci nel tessuto dell'universo esplorando le varie versioni della città volante di Columbia e cercando di sfuggire alla casualità degli eventi che sembra spingerli verso un terribile ed inesorabile futuro. Infine si ritroveranno a dover tornare indietro nel tempo per scoprire la verità e cambiare gli eventi in modo che nessun universo in cui vi è Columbia sia mai esistito.
- Pokémon: in Pokémon Platino, esiste una dimensione parallela chiamata Mondo Distorto (chiamato "Mondo Inverso" nell'anime), dimora del Pokémon leggendario Giratina. In Pokémon Sole e Luna il multiverso è al centro della trama, in quanto grazie agli Ultravarchi (portali spaziotemporali) è possibile viaggiare in una dimensione parallela, detta Ultramondo, in cui vivono le "ultracreature" e raggiungere addirittura l'universo dell'altra versione di gioco. Il concetto è stato poi espanso in Pokémon Ultrasole e Ultraluna, dove si può viaggiare attraverso un ultravarco in molteplici Ultramondi, abitati da Pokémon, ultracreature e umani. Alcuni di essi hanno un proprio nome, sempre caratterizzato dal prefisso Ultra-, altri invece sono noti semplicemente come Ultramondo Ignoto.
- Minecraft: in Minecraft il giocatore può accedere a due dimensioni alternative, il Nether e l'End, trovando o costruendo dei portali.
- Silent Hill: in tutti gli episodi della serie, il protagonista si ritrova imprigionato in una dimensione parallela che rispecchia le proprie paure facendogli vivere un incubo.
- Crash Twinsanity: gli ultimi livelli sono ambientati nella Decima Dimensione.
- Metroid Prime 2: Echoes: il pianeta Aether sul quale si svolge l'avventura è in un flusso interdimensionale a causa del violento impatto di un meteorite su di esso. Attraversando appositi portali è possibile viaggiare tra le due dimensioni in cui si trova il pianeta, di cui una è il riflesso oscuro dell'altra.
- Kingdom Hearts: il protagonista Sora con i suoi amici viaggia in vari mondi, molti dei quali identificati in storie Disney; Riku, amico di Sora, dice che vorrebbe visitare tutti gli altri mondi, mentre si trovava nel suo mondo d'origine: questi mondi appaiono proprio come universi paralleli, divisi gli uni dagli altri.
- Xenoblade Chronicles: le vicende dei primi due capitoli (escludendo Xenoblade Chronicles X), ovvero Xenoblade Chronicles e Xenoblade Chronicles 2, si svolgono contemporaneamente in due mondi paralleli, l'uno inconsapevole dell'esistenza dell'altro, creati a partire dal fallimento dell'esperimento del professor Klaus. In Xenoblade Chronicles 3, questi due mondi cominciano ad avvicinarsi l'un l'altro in quanto ormai composti da materie opposte. Dato che la loro fusione causerebbe il loro reciproco annientamento, gli abitanti dei due mondi escogitano un modo per salvarsi: effettuare un gigantesco back-up dei due mondi, così da poterli ricostruire dopo la loro distruzione e dividerli una volta per tutte. Il fallimento di questo progetto porterà alla creazione di una nuova realtà alternativa: il mondo di Aionios.
- Spider-Man: Shattered Dimensions: Durante un combattimento tra Spider-Man e Mysterio, un reperto denominato "tavola dell'ordine e del caos" va in frantumi, cominciando a causare disastri nelle varie realtà dell'Universo Marvel. Madame Web convoca quattro differenti Spider-Man da quattro diverse dimensioni affinché possano recuperare i frammenti della tavola. I vari Spider-Man coinvolti sono quelli dell'universo Amazing (o classico), Noir, 2099 ed Ultimate.
- Legacy of Kain: in Soul Reaver, Soul Reaver 2 e Defiance il protagonista Raziel può viaggiare fra due piani di esistenza paralleli: il Regno Spettrale, corrispondente al mondo delle anime e dei morti, e il Regno Materiale, corrispondente al mondo reale, della materia e dei viventi.
- Wizard101: il protagonista deve viaggiare per vari mondi scoprendone le culture. I mondi sono tantissimi anche se molti non sono stati scoperti e ruotano intorno ad un Universo chiamato "Spirale".
- Nella serie di videogiochi The Elder Scrolls esistono diverse dimensioni raggruppate in tre piani di esistenza distinti: Mundus, il piano mortale, Aetherius, il piano dei divini (chiamati anche Aedra), ed Oblivion, dimora dei Daedra. In TES4: Oblivion il giocatore dovrà esplorare una dimensione di Oblivion sotto il controllo di Merhunes Dagon. In The Battlespire il giocatore si ritrova in una dimensione cuscinetto, derivata da una parte di Mundus, tra Aetherius ed Oblivion dove la barriera che separa questi piani e Mundus è molto sottile e può essere attraversata.
- SpongeBob e i suoi Amici (Nicktoons United): l'intera trama dei vari capitoli ruota intorno ai vari cartoni della Nickelodeon viaggiare per il Multiverso.
- BioShock Infinite: l'intera trama del gioco ruota attorno alla possibilità di creare "squarci" spazio temporali, i quali permettono di visitare mondi paralleli: non solo contemporanei, ma anche futuri e passati.
- LEGO Dimensions: l'intera trama del gioco ruota attorno a vari personaggi dei franchise più famosi (come Batman, Legolas o Sonic the Hedgehog) viaggiare attraverso varie dimensioni parallele.
- Forbidden Siren: il villaggio giapponese di Hanuda viene trasportato in una dimensione parallela a causa della maledizione lanciata da un alieno chiamato Datatsushi. I protagonisti cercheranno il modo di fuggire da questa dimensione. Vi è inoltre la dimensione dell'Inferno, in cui si svolgono le fasi finali del gioco.
- Fran Bow: la trama del gioco è ambientata nella metà del 900' (1944), dove una bambina di appena 11 anni (la protagonista del gioco), viaggerà nelle varie realtà per sapere la verità sulla tragica morte dei suoi genitori.
- Call of Duty: l'intera Storia Etere della modalità Zombie che abbraccia Call of Duty: World at War, Black Ops, Black Ops II, Black Ops III e Black Ops IIII è ambientata in un multiverso in cui sono presenti un numero potenzialmente infinito di diverse dimensioni. All'inizio della creazione c'erano solo una razza nota come i "Custodi" e l'Etere. I Custodi crearono un manufatto noto come Chiave dell'Evocazione che permetteva loro di manipolare il potere dell'Etere; grazie a questo manufatto i Custodi crearono Agartha, la prima dimensione, presente al di fuori dell'universo conosciuto e sconosciuto. Successivamente i Custodi usarono il potere della Chiave dell'Evocazione per creare tutte le altre diverse dimensioni che compongono il multiverso. Le dimensioni più importanti nella storia sono Agartha, la dimensione nota come "Original Timeline", la "Dimensione 63" e le "Fratture": queste ultime sono frammenti della Original Timeline che sono nate dopo un particolare evento che l'ha scombussolata; ciascuna di queste Fratture diventa una dimensione a sé stante con una propria sequenza temporale di eventi diversa da quella della Original Timeline.
- Ratchet & Clank: Rift Apart: in virtù delle loro precedenti imprese eroiche, Ratchet e Clank sono celebrati come eroi galattici nella città di Megalopolis. Durante la parata in loro onore, Clank rivela di aver riparato il Dimensionatore, dopo gli eventi di Ratchet & Clank: Nexus, in modo che Ratchet possa viaggiare fra le dimensioni alla ricerca di altri Lombax come lui e magari trovare anche la sua famiglia scomparsa. Tuttavia, il dottor Nefarious, scomparso da molto tempo, attacca improvvisamente la parata e riesce a rubare il Dimensionatore; durante la lotta la macchina viene danneggiata, causando l'apertura casuale di diverse spaccature dimensionali.
- No Man's Sky: il gioco si svolge in una simulazione universale gestita dall'IA avanzata chiamata Atlante. La lore (storia) del gioco si è evoluta in funzione delle modifiche apportate al gameplay nel corso degli aggiornamenti, in particolare all'aggiunta di un multiplayer sempre più inclusivo, che ha portato in sostanza a far convivere tutti i giocatori nello stesso universo. Questo è stato raccontato con l'esistenza di universi simulati alternativi, prima tutti diversi ed ognuno esplorabile da un solo giocatore, e poi sempre più legati tra loro, fino ad arrivare ad un sostanziale tutt'uno. Ciò sarebbe avvenuto per colpa di alcuni errori nell'interfaccia dell'Atlante.
- Vampire Night: il vampiro Raoul, boss del livello 3, trasporta i due dampiri Albert e Michel, gli eroi della vicenda, in un mondo parallelo; qui egli aizza un mostro invulnerabile contro di loro.

## Fan fiction
Un sottogenere delle fanfiction viene chiamato AU (alternate universe, universo parallelo, appunto); in esso le vicende narrate prendono una piega diversa rispetto a quella della storia originale cui si fa riferimento (ad esempio un episodio di un cartone o di un telefilm).